# Дніпровський театрально-художній коледж
Дніпропетровський театрально-художній коледж (Обласний комунальний заклад вищої освіти «Дніпропетровський театрально-художній коледж») — комунальний заклад фахової передвищої освіти. З 2020 року відповідно до рішення Дніпропетровської обласної ради є частиною Дніпропетровського фахового мистецько-художнього коледжу культури.

## Історія
Дніпропетровський театрально-художній коледж (Дніпропетровський державний обласний театрально-художній коледж) був створений постановою Кабінету Міністрів України від 29 травня 1997 року на базі ліквідованих Дніпропетровського театрального училища та Дніпропетровського художнього училища імені Євгена Вучетича.
З 1997 по 2013 рік коледж очолював заслужений працівник культури України Микола Карпенко. У 2013 році, після відставки Миколи Михайловича, директором обрана Вікторія Іванова-Биканова. У 2016 році директором обрано Миколу Петровича Беркатюка, який до того тривалий час працював завучем, а під час скандалів щодо усунення діючого директора виконував його обов'язки. 27 березня 2020 року відповідно до рішення Дніпропетровської обласної ради коледж реорганізовано шляхом приєднання до Дніпропетровського фахового мистецько-художнього коледжу культури.

## Спеціальності
Навчальний заклад готує фахівців за спеціальностями:
- «Дизайн»[2];
- «Образотворче мистецтво, декоративне мистецтво, реставрація». Спеціалізації:  «Образотворче мистецтво»[3]; «Декоративно-прикладне мистецтво»[4];
- «Хореографія»;
- «Сценічне мистецтво». Спеціалізації: «Актор драматичного театру»[5];  «Актор театру ляльок»[6].

## Умови вступу та навчання
На навчання в коледж приймаються особи з базовою (9 класів) та повною середньою освітою (11 класів). Для здобуття нової спеціальності можуть прийматися також особи з вищою освітою.
Навчання проводиться за рахунок держави або вступника.

## Керівництво
- Директор — Рудкевич Інна Володимирівна.
- Заступник директора з навчальної роботи — Яцук Олена Валентинівна
- Заступник директора з розвитку та організаційних питань — Беркатюк Микола Петрович

## Адреса
- Головний корпус: м. Дніпро, пр-кт Яворницького, 47.
- Театральне віддлення: м. Дніпро, вул. Глінки, 11.
- Художнє відділення: м. Дніпро, пл. Успенська, 14.

## Досягнення
Студенти коледжу є лауреатами таких престижних міжнародних фестивалів та виставок:
- «Зі злагодою в серці»;
- «Понтійська арена»;
- Конкурс імені Павла Вірського;
- Всеукраїнські конкурси читців: імені Т. Шевченка, імені Лесі Українки, імені Олени Теліги;
- Фестиваль «Червона рута»;
- Фестиваль «Слов'янський базар»;
- Міжнародний форум «Дизайн–Освіта»;
- Всеукраїнський конкурс рисунку «Срібний штрих»;
- Звітний концерт майстрів мистецтв Дніпропетровщини;
- Виставки дипломних та творчих робіт студентів коледжу в програмі «День Культури Світу»;
- У Всеукраїнському пленері «Мальовнича Україна»;
- У Всеукраїнському фестивалі дизайнерського мистецтва «Новий погляд»;
- У міжнародному фестивалі дизайну «Корова»;
- У конкурсі «Український плакат» у Львові;
- У Всеукраїнській виставці плакатів, присвячений проблемам екології.